# Florin Mina
Florin Mina (ur. 3 lipca 1959 w Tulczy, zm. w 2006) – rumuński siatkarz, medalista igrzysk olimpijskich.
Był w składzie reprezentacji Rumunii podczas igrzysk olimpijskich 1980 w Moskwie. Jego reprezentacja zdobyła brązowy medal.